# Norsjön, Värmland
Norsjön är en sjö i Karlstads kommun i Värmland och ingår i Göta älvs huvudavrinningsområde.